# Ávila–Salamanca-vasútvonal
Az Ávila–Salamanca-vasútvonal egy 111,1 km hosszúságú, nem villamosított, 1668 mm-es nyomtávolságú vasútvonal Ávila és Salamanca között Spanyolországban. Tulajdonosa az Adif, üzemeltetője a Renfe Operadora. Vonalszáma 122.

## Története
Salamanca és Peñaranda de Bracamonte közötti vasútépítést 1883-ban hagyták jóvá, az építkezés öt évvel később kezdődött meg, az építkezés megkezdését Peñaranda de Bracamonte városában hivatalos ceremóniával ünnepelték meg.
A vasútvonalat több részletben adták át a forgalomnak:
- Salamanca-Peñaranda de Bracamonte, a 39 kilométeres szakaszt 1894-ben (bár a hivatalos átadó ünnepséget már 1890-ben megtartották);
- Peñaranda de Bracamonte-San Pedro del Arroyo, a 36,3 km-es szakaszt 1924-ben;
- San Pedro del Arroyo-Ávila, az utolsó 35 km-et 1926-ban fejezték be.

## Képek

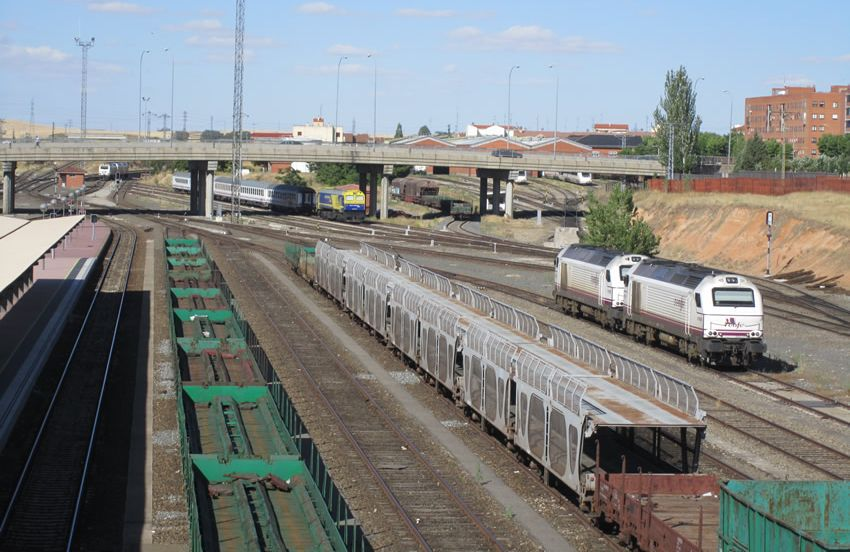
Salamanca állomás
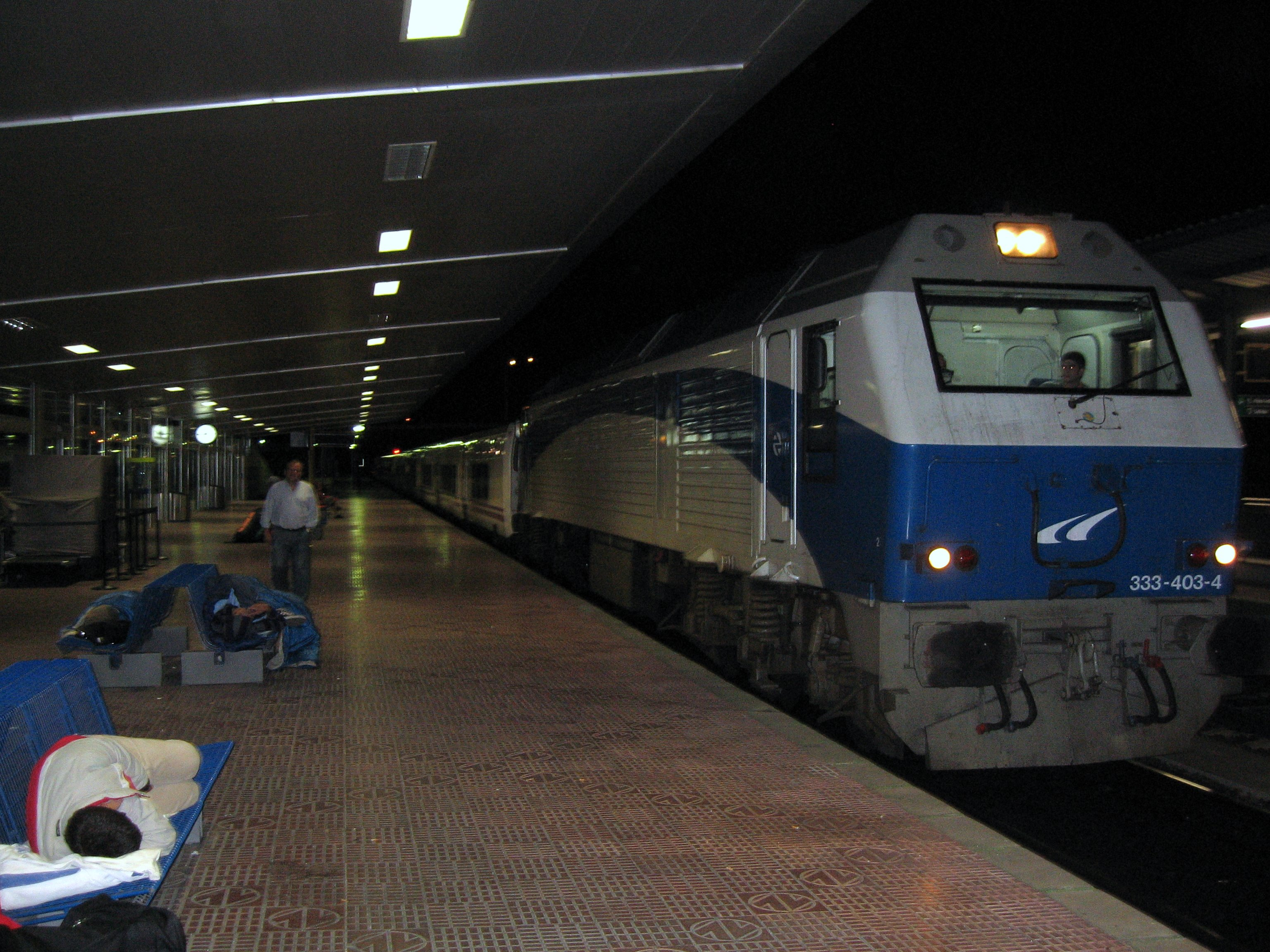
Trenhotel Lusitania Estación de Salamanca állomáson
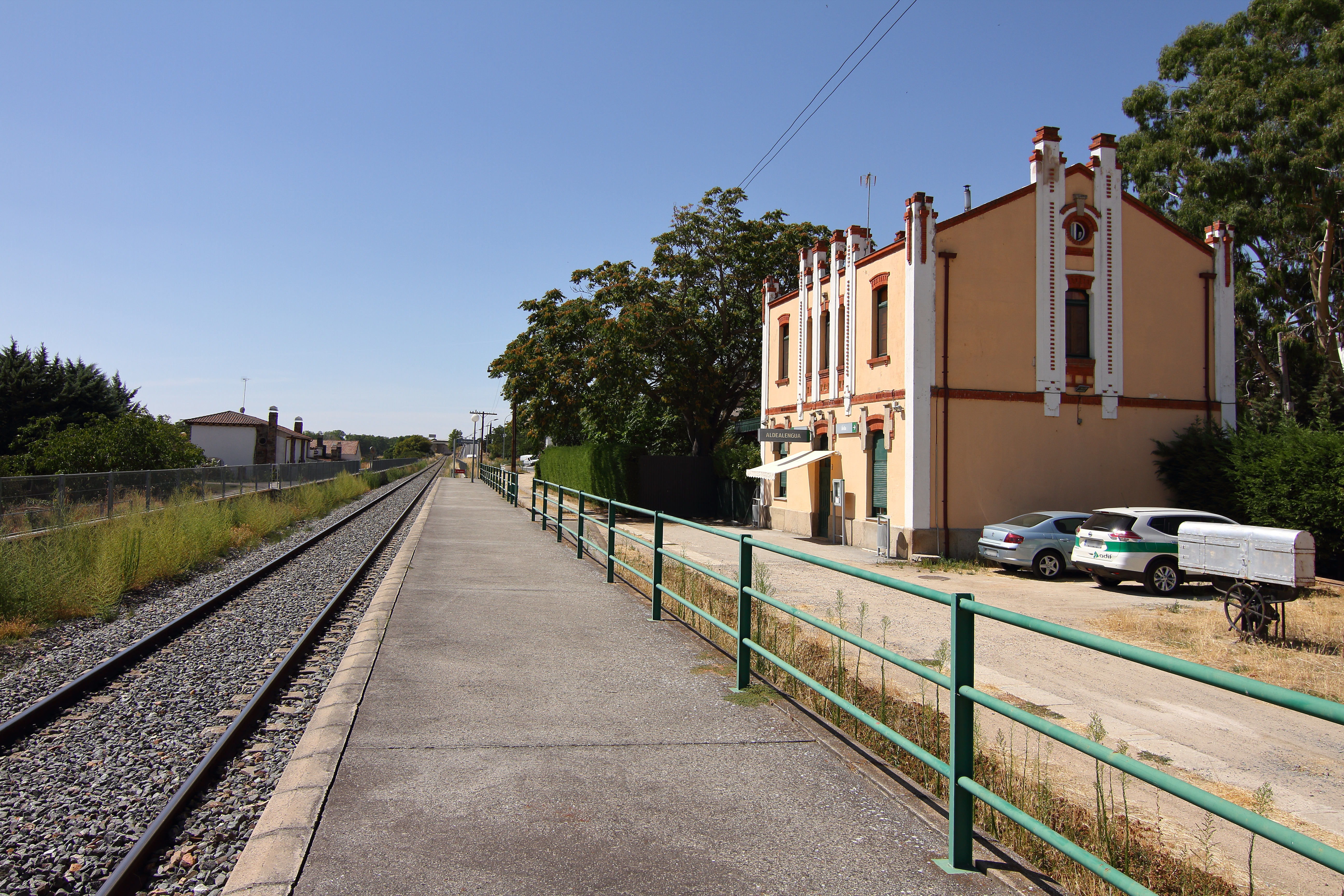
Estación de Aldealengua
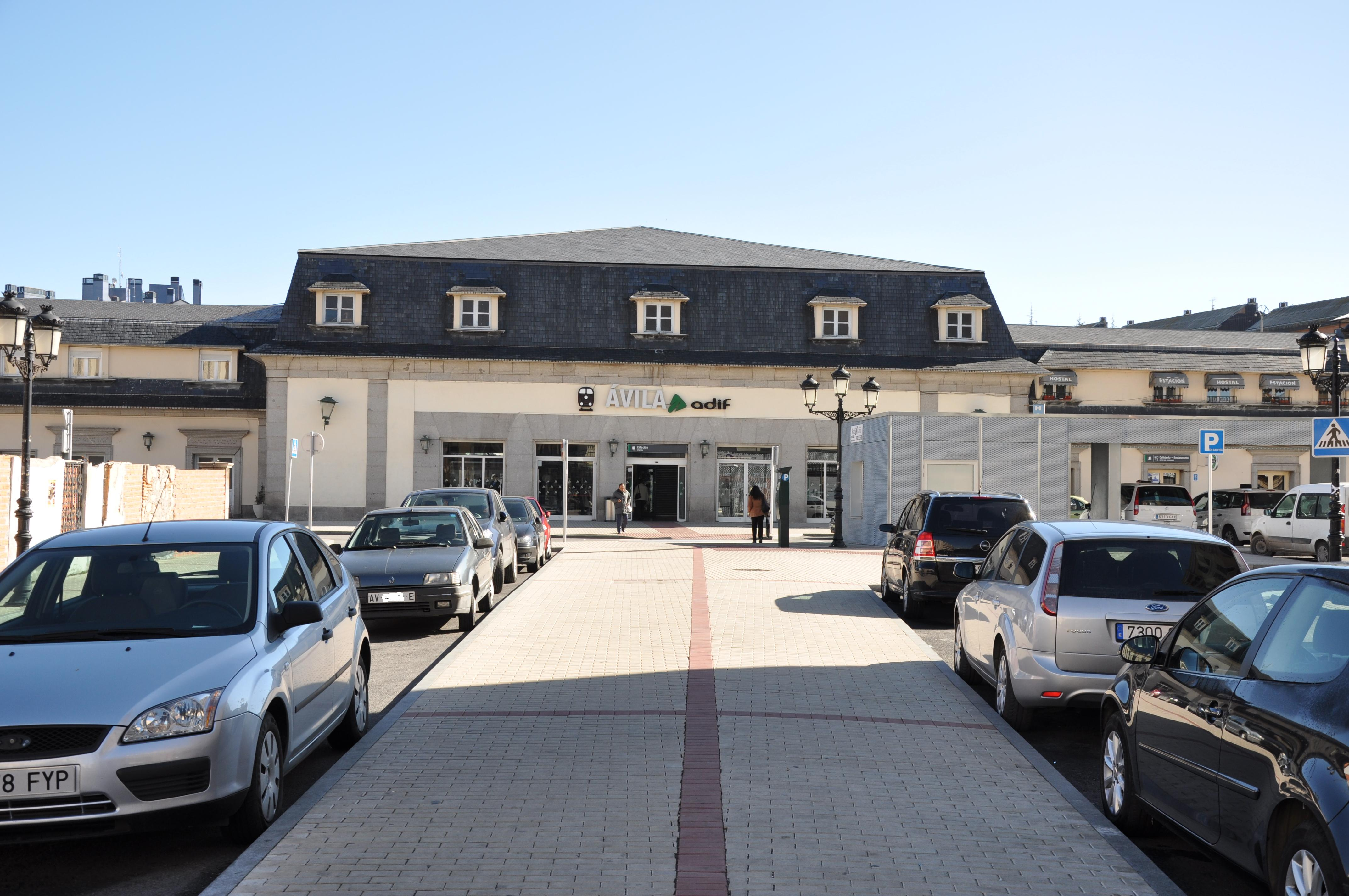
Estación de Ávila állomás
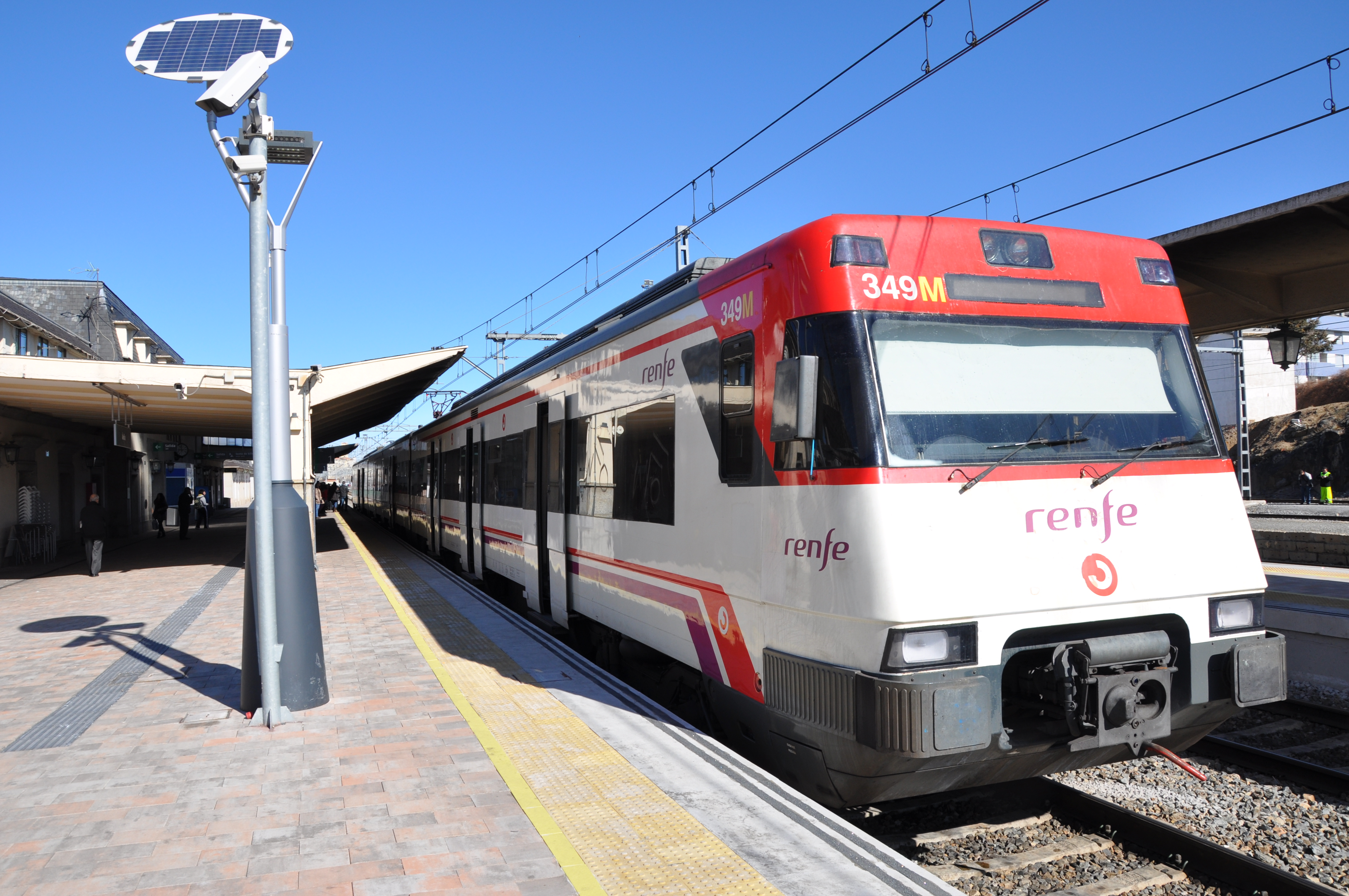
Estación de Ávila állomáson egy motorvonat várakozik